# 達科他 (明尼蘇達州)
達科他（英語：Dakota）是一個位於美國明尼蘇達州威諾納縣的城市。

## 人口
根據2020年美國人口普查的數據，達科他的面積為1.43平方千米，皆為陸地。當地共有人口295人，而人口密度為每平方千米206人。